# Конвой QP 2
Конвой QP 2 (англ. Convoy QP 2) — зворотній арктичний конвой транспортних і допоміжних суден у кількості 12 одиниць, який у супроводженні союзних кораблів ескорту здійснив перехід від радянського порту Архангельськ. 3 листопада 1941 року конвой вийшов з Архангельська та 17 листопада без подій прибув у Керкволл.

## Кораблі та судна конвою QP 2

### Транспортні судна
Позначення
| Назва                    | Прапор          | Тоннаж (GRT) | Прим.                                                        |
| ------------------------ | --------------- | ------------ | ------------------------------------------------------------ |
| Atlantic (1939)          | Велика Британія | 5 414        | Командувач транспортними суднами конвою                      |
| Blairnevis (1930)        | Велика Британія | 4 155        |                                                              |
| Capira (1920)            | Панама          | 5 565        |                                                              |
| Gemstone (1938)          | Велика Британія | 4 986        |                                                              |
| Harmonic (1930)          | Велика Британія | 4 558        |                                                              |
| Lorca (1931)             | Велика Британія | 4 875        |                                                              |
| North King (1903)        | Панама          | 4 934        |                                                              |
| River Afton (1935)       | Велика Британія | 5 479        | потоплений у конвої PQ 17 німецьким ПЧ U-703                 |
| Ville D'Anvers (1920)    | Бельгія         | 7 462        |                                                              |
| «Іжора» (1921)           | СРСР            | 2 815        | потоплений у конвої QP 8 німецьким есмінцем Z14 «Фрідріх Ін» |
| «Степан Халтурін» (1921) | СРСР            | 2 498        |                                                              |
| «Чернишевський» (1919)   | СРСР            | 3 588        |                                                              |

### Кораблі ескорту
| Кораблі безпосереднього ескорту |                                         |                                |                                       |
| «Норфолк»                       | Військово-морські сили Великої Британії | Важкий крейсер типу «Каунті»   | 3-17 листопада; флагманський корабель |
| «Екліпс»                        | Військово-морські сили Великої Британії | ескадрений міноносець типу «E» | 3-17 листопада                        |
| «Брамбл»                        | Військово-морські сили Великої Британії | тральщик типу «Гальсіон»       | 3-17 листопада                        |
| «Леда»                          | Військово-морські сили Великої Британії | тральщик типу «Гальсіон»       | 3-17 листопада                        |
| «Сігал»                         | Військово-морські сили Великої Британії | тральщик типу «Гальсіон»       | 3-17 листопада                        |
| «Ікарус»                        | Військово-морські сили Великої Британії | ескадрений міноносець типу «I» | 3-17 листопада                        |
| HMT Celia (T134)                | Військово-морські сили Великої Британії | протичовновий траулер          | 3-17 листопада                        |
| HMS Windermere (FY 207)         | Військово-морські сили Великої Британії | протичовновий траулер          | 3-17 листопада                        |